# František Chvostek starší
Profesor František (Franz) Chvostek starší (21. května 1835 Místek, Morava – 16. listopadu 1884 Vídeň, Dolní Rakousko) byl rakouský lékař moravského původu, neurolog, jenž jako první popsal tzv. Chvostkův příznak, který je po něm pojmenován. Jeho synem byl Franz Chvostek mladší, interní lékař, po které je pojmenována tzv. Chvostkova anémie.

## Život a dílo
Narodil se v moravském Místku jako syn koželuha. Práce otce se mu nelíbila a od dětství toužil po tom stát se chirurgem. V dospělosti vstoupil do armády jako vojenský chirurg, což tehdy nevyžadovalo lékařské vzdělání. Medicínu vystudoval na vojenské lékařsko-chirurgické Josefově akademii ve Vídni (tzv. Josefinu), kde získal v roce 1863 doktorát. Mezi léty 1863 a 1867 byl asistentem Adalberta Ducheka (1824–1882) a v letech 1868–1871 učil elektroléčbu na Josefinu. V roce 1871 se Chvostek stal profesorem, převzal po Duchekovi vedení lékařské kliniky a vedl jí až do uzavření akademie v roce 1874. Od toho roku vedl interní oddělení v Garnisonspital Nr. 1 a spoluorganizoval výcviky vojenských lékařů až do své smrti. Zemřel ve funkci lékaře vrchního štábu v 49 letech.
Chvostek publikoval více než 100 článků. jeho raná díla jsou zaměřena na neuronální dráždivost, tetanii a užití elektrostatické léčby. Také ovlivnil výzkum v endokrinologii, když se zabýval Graves-Basedowovou nemocí, ale publikoval také o neurologických komplikacích syfilidy. Psal také kazuistiky pacientů se spinální tuberkulózou, Pottovou nemocí, která byla tehdy v Evropě rozšířena.
František Chvostek se těšil velkému uznání ve Vídni i v celé Evropě. Přispěl k rozšíření lékařských poznatků a byl jedním z nejvýznamnějších lékařů své doby. Jeho prostředkem k úspěchu v medicíně byly především jeho vynikající pozorovací schopnosti.

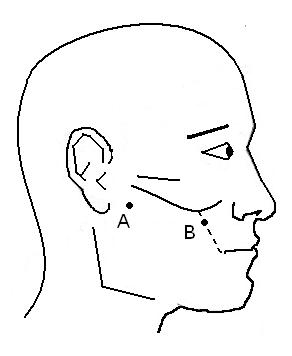
Znázorněné body u Chvostkova příznaku

## Chvostkův příznak
Chvostkův příznak je pozitivní tehdy, pokud při poklepu na větvení faciálního nervu (pes anserinus), nejlépe nad glandula parotis nebo blíže koutku úst, se vybaví homolaterální záškub filtra horního rtu směrem ke straně poklepu. Je projevem zvýšené idioneurální dráždivosti. Příznak bývá pozitivní u hypokalcémie. Chvostkův příznak pomohl k porozumění patologickým projevům mnoha onemocnění.